# Anthocercis littorea
Anthocercis littorea är en potatisväxtart som beskrevs av Jacques-Julien Houtou de La Billardière. Anthocercis littorea ingår i släktet Anthocercis och familjen potatisväxter. Inga underarter finns listade i Catalogue of Life.

## Bildgalleri

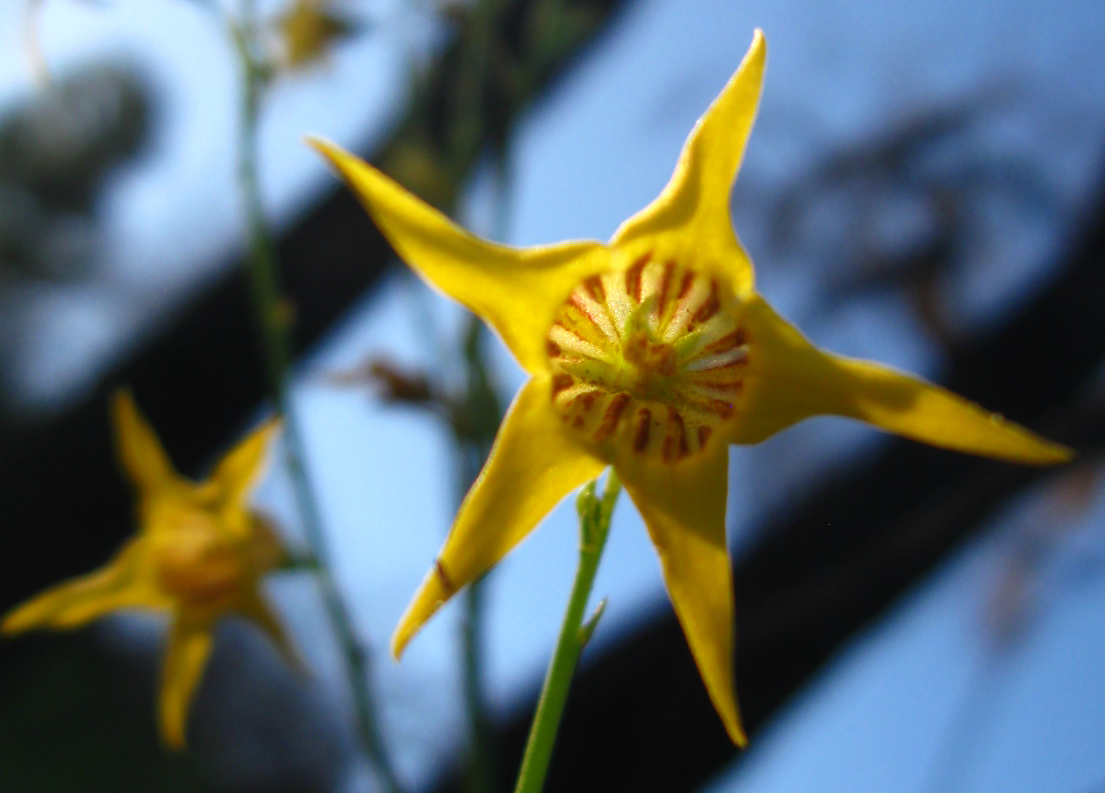